# アステロイドデー
アステロイドデー (Asteroid Day)とは、小天体の地球衝突問題とその危険性を啓発するために世界統一で設けられた日のことであり、毎年6月30日である。

## 概要
6月30日は、近年最大規模の小天体の地球衝突現象であるツングースカ大爆発が1908年に発生した日である。このような大きな出来事が起きた日にちなみ、小天体(小惑星・彗星)が地球に衝突する問題を改めて考え、その問題が社会に与える影響を市民一人ひとりが認識することを目指し、呼びかけられている。
このアステロイドデー前後には、日本を含め世界各地で、小天体の地球衝突問題について啓発するイベントが行われる。日本では主に日本スペースガード協会が中心となって毎年イベントを開催している。